# Médecin militaire

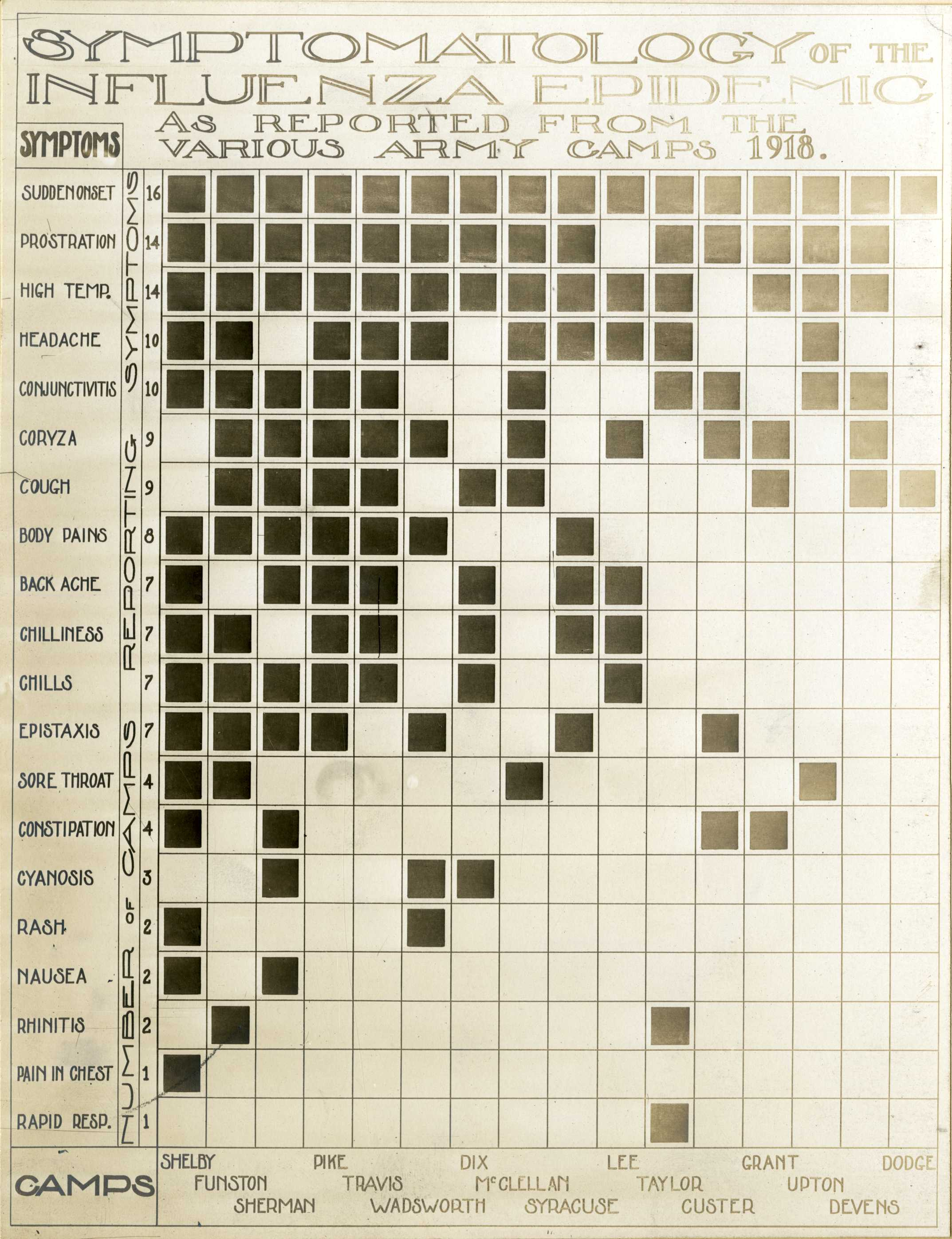
Statistiques médicales militaires présentant les symptômes de l'épidémie de grippe espagnole de 1918, avec les syndromes suivis par les médecins militaires de différents camps de l'armée alliée en France (archives américaines). Ce travail pourrait être considéré comme l'un des premiers exemples de surveillance syndromique.

Un médecin militaire, chirurgien militaire ou médecin de combat est un médecin spécialisé dans la médecine militaire. Il peut aussi s'agir d'un médecin de marine exerçant son activité dans la marine de guerre. 
Il travaille au sein d'une hiérarchie stricte et descendante, et éventuellement en situation de danger lors de conflits armés. Il peut, selon les cas, travailler dans un hôpital de campagne ou dans un hôpital militaire.
Sur le terrain, le médecin militaire peut cumuler d'autres fonctions, comme le fait d'être interprète militaire. 
Il fait aussi le suivi de statistiques à faire remonter à sa hiérarchie. Par exemple, depuis la première Guerre mondiale, les médecins militaires ont constaté des intoxications d'instructeurs de stands de tir liées aux fumées de tir.
Le terme toubib désigne un médecin dans le registre populaire et familier ; il provient de l'argot militaire et est issu de l'arabe طبيب tabīb, « médecin ».
La profession n'est pas limitée aux hommes. Le métier est également ouvert aux femmes.

## Histoire

### Médecins militaires durant l'Antiquité grecque
Déjà en Grèce Antique, quelques femmes médecins militaires sont célébrées, comme à Épire et à Thessalonique.

### Médecins militaires durant l'Antiquité romaine
On sait peu de chose sur la médecine militaire sous la République. Les auteurs qui ont décrit l'appareil militaire avant Auguste, comme Tite-Live, expliquent que les blessés étaient cantonnés dans les villages aux alentours des zones de conflit. Il devait cependant exister des médecins civils au service de l'armée. Auguste en professionnalisant l'armée, y joint des médecins, les aerarium. Comme tous les militaires, ils doivent s'engager. Leur période d'engagement est de 16 ans au sein des valetudinaria l'équivalent militaire des aesculapia. Les médecins militaires romains sont bien formés, contrairement à certains homologues civils.

### Médecines militaires au cours de l'Histoire de France

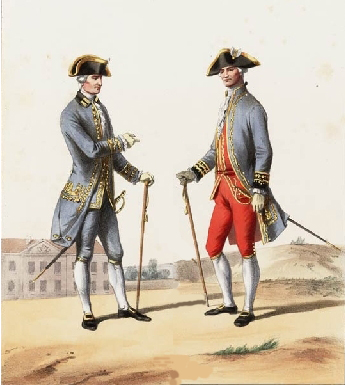
État Major Général des armées du Roi en 1786 : Médecin Inspecteur et Chirurgien Inspecteur.

#### Homonymie
Officier de santé est un terme qui désignait en France à partir du 10 mars 1803, une personne qui exerçait la profession médicale sans le titre de docteur en médecine. L’officiat de santé fut aboli en 1892. Ce titre désignait aussi les médecins militaires en tant qu'officiers de service de santé selon un sens qui est progressivement sorti de l'usage et qui est source d'une certaine confusion.

### Époque contemporaine

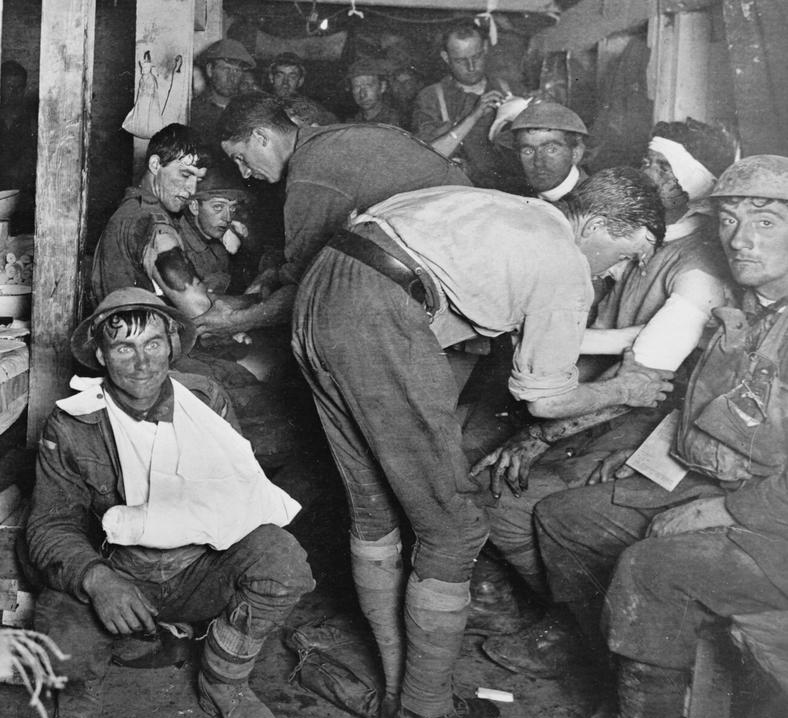
Personnels médicaux militaires traitant des blessés lors de la Première Guerre mondiale, près d'Ypres en Belgique en 1917. Le soldat à gauche est atteint du syndrome fréquent d'obusite.

## De nos jours

### Dans l'armée française
Dans l'armée française, les médecins militaires sont des officiers soumis au statut général des militaires français et au décret no 2008-933 du 12 septembre 2008 portant statut particulier des praticiens des armées. Ils suivent un cursus médico-militaire au sein de l'École de Santé des Armées, en plus de la formation dispensée par la faculté de médecine civile qui délivre le diplôme d'État de docteur en médecine.
Ils sont soumis à des règles de déontologie propres aux praticiens des armées (décret no 2008-967 du 16 septembre 2008). Ils exercent au sein du Service de santé des armées (SSA).

### Dans l'armée allemande
Le service de santé de l'armée allemande comprend 19 850 personnes en 2020 (19 680 en 2012, 19 508 en 2014) dans le Zentraler Sanitätsdienst (ou service médical central).

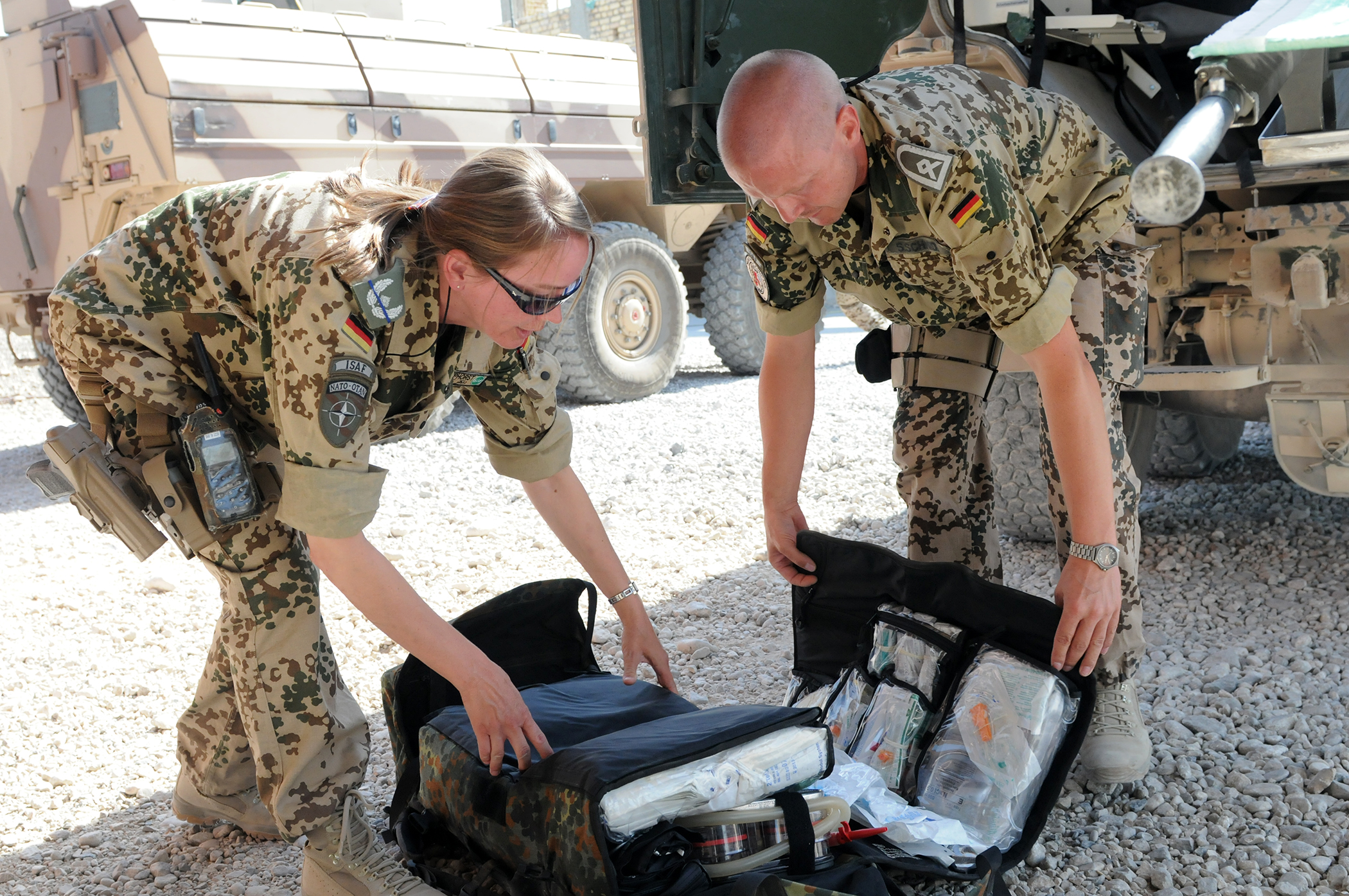
Personnel médical de la Bundeswehr.

### Dans l'armée américaine
Les médecins militaires dans les Forces armées des États-Unis ont droit à des badges spécifiques  qui sont les suivants :

Combat Medical Badge.
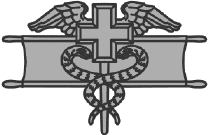
Expert Field Medical Badge.

### Dans l'armée russe
En début d'année 2022, les forces armées de la fédération de Russie disposent de 23 000 médecins militaires.

## Liste de personnalités ayant exercé les fonctions de médecin militaire

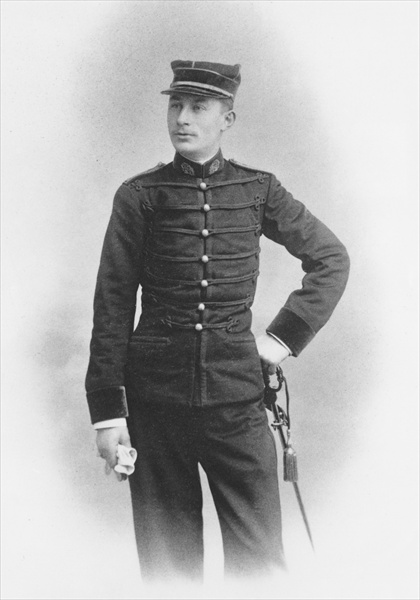
Photo d'Ernest Duchesne en uniforme.

Liste de personnalités classées par ordre alphabétique des noms de famille:
- Alfred William Alcock (1859-1933), naturaliste britannique
- Pierre Balme (1882-1963), médecin militaire et historien français spécialiste de l'histoire de l’Auvergne
- Francisco Javier Balmis (1753-1819), chirurgien militaire, médecin, botaniste et infectiologue espagnol, connu pour l'Expédition Balmis, une expédition à caractère philanthropique chargée par le pouvoir central espagnol de mener une campagne de vaccination anti-variolique de masse dans tout l’Empire espagnol
- Peter Beighton (1934-), médecin interniste et généticien sud-africain d’origine britannique ayant été médecin militaire au sein des forces des Nations unies pendant la crise du Congo
- Gottfried Benn (1886-1956), écrivain allemand ayant été médecin militaire durant la première guerre mondiale
- Ernst von Bergmann (1836-1907), chirurgien allemand pionnier de l'asepsie chirurgicale ayant servi comme médecin militaire dans la guerre austro-prussienne
- Jean-René Bolloré (1818-1881), médecin militaire puis entrepreneur et auteur français
- Joseph Brau (1891-1975), médecin militaire, radiologue, colonel honoraire de l’Armée française et résistant français, déporté à Buchenwald
- Marcel Cazeilles (1906-2001), poète de langue catalane, médecin militaire et général français
- Mathieu Chabrol (1735-1815), médecin militaire et chirurgien français
- Guy Charmot (1914-2019), médecin militaire, résistant et compagnon de la Libération français
- Paul Chavigny (1849-1949), médecin militaire, professeur de médecine légale français, enseignant à la Faculté de médecine de Strasbourg
- Maria Chkarletova (1925-2003), médecin militaire pendant la Seconde Guerre mondiale et Héroïne de l'Union soviétique
- Maurice Jules Marie Collignon (1893-1978),  paléontologue et médecin militaire français
- Henri Collomb (1913-1979),  psychiatre  et médecin colonel des troupes de marine
- Jean Colombier (1736-1789), médecin militaire, chirurgien et hygiéniste français connu pour son rôle dans la réforme de l'organisation médicale en France
- Raymond Debenedetti (1901-1969), médecin militaire français, premier directeur central du Service de santé des armées, membre de l'Académie nationale de médecine et président de la Croix-Rouge française
- Charles Debierre (1853-1932), médecin militaire et homme politique français
- Edmond Delorme (1847-1929), médecin militaire et chirurgien français
- Ernest Duchesne (1874-1912), médecin français qui découvrit que certaines moisissures pouvaient neutraliser la prolifération des bactéries
- Jean-Marie Léon Dufour (1780-1865), médecin et un naturaliste français
- Arié Eldad (1950-), médecin et homme politique israélien
- Giuseppe Ferlini (1797–1870), médecin militaire italien devenu explorateur, chasseur de trésor et pilleur de tombeaux
- André Genet (1914-1945) , médecin-capitaine, Compagnon de la Libération.
- Nicole Girard-Mangin (1078-1919) médecin-major, spécialiste du cancer et de la tuberculose, mobilisée en 1914 ; est envoyée au front à Verdun, en 1916 se voit confier la direction de l'hôpital Edith Cavell, où elle exerce.
- Jean Guyon (1794-1870), médecin militaire français qui fit progresser la connaissance des maladies tropicales et du choléra
- Louis Hébrard (1922-1945), médecin militaire français mort lors de la réduction de la poche de La Rochelle
- Hermann von Helmholtz (1821-1894), physiologiste et physicien prussien, ayant commencé sa carrière comme médecin militaire
- John Whitaker Hulke (1830-1895), chirurgien et géologue britannique
- James Murray Irwin (1858-1938), médecin militaire puis général britannique
- Eugène Jamot (1879-1937), médecin militaire français ayant étudié la maladie du sommeil en Afrique
- Atmaram Sadashiv Jayakar (1844-1911), naturaliste, médecin militaire et chirurgien indien
- Nikolaï Koulbine (1868-1917), peintre et musicien russe ayant également été médecin militaire
- John Lawrence LeConte (1825-1883), entomologiste américain dont la famille était d'origine française
- Pierre Lefebvre (1923-2009), médecin militaire français
- Léon Legouest (1820-1889), médecin militaire français, premier à accéder au grade de médecin général inspecteur et premier président du Comité consultatif de santé de l'Armée en 1882
- Louis Lemaire (1877-1941), historien français, médecin militaire durant la première guerre mondiale
- Irma LeVasseur (1877-1964), première femme médecin québécoise et médecin militaire en France en 1918
- Luiz Henrique Mandetta (1964-), médecin orthopédiste et un homme politique brésilien
- Le patronyme Mac-Auliffe faisant référence à une dynastie de trois médecins, dont deux médecins militaires, ayant exercé à La Réunion
- John McCrae (1872-1918), médecin militaire et poète canadien
- Josef Mengele (1911-1979), médecin membre de la Schutzstaffel (SS), criminel de guerre qui exerça comme " médecin " dans le camp d'extermination d'Auschwitz durant la Seconde Guerre mondiale
- Faouzi Mehdi (1960-), médecin militaire tunisien et ministre de la Santé (2020-2021)
- Ali Mrabet (1963-), médecin militaire tunisien et ministre de la Santé depuis 2021
- Achille Naftalis (1909-1984), médecin français, un des chefs de file de la communauté juive en France et médecin militaire en 1939
- Charles Marie d'Orbigny (1770-1856), naturaliste français et médecin dans la marine
- Léon Pales (1905-1988), médecin militaire et paléontologue français notamment associé au développement de la paléopathologie
- Ambroise Paré (vers 1510-1590), chirurgien et anatomiste français
- Jean René Constant Quoy (1790-1869), chirurgien de marine, anatomiste, ornithologue et zoologiste français
- Henri Rendu (1844-1902), médecin français et médecin militaire durant la Guerre franco-allemande de 1870
- Ludovic Savatier (1830-1891), médecin militaire, botaniste et explorateur français
- Charles-Emmanuel Sédillot (1804-1883), médecin militaire et chirurgien français, professeur à la Faculté de médecine de Strasbourg
- Achille Testelin (1814-1891), médecin militaire et homme politique français
- Clément Joseph Tissot (1747-1826), médecin militaire français
- Jean-Baptiste Joseph Tyrbas de Chamberet (1779-1870), médecin militaire français
- Marcel Vaucel (1894-1969), médecin militaire et biologiste français, membre de la France libre, inspecteur général des instituts Pasteur d'outre-mer
- Charles Vignes (1905-1951), médecin militaire français du Corps de santé des troupes coloniales, compagnon de la Libération
- Jean-Antoine Villemin (1827-1892), médecin militaire, hygiéniste et épidémiologiste français, étudiant à la Faculté de médecine de Strasbourg, connu pour avoir démontré en 1865 que la tuberculose était une maladie contagieuse
- Friedrich Wegener (1907–1990), anatomo-pathologiste allemand, premier scientifique à décrire la granulomatose avec polyangéite, a été médecin militaire lors de seconde guerre mondiale
- William Wright (1735-1819), botaniste écossais, médecin de bord dans la marine britannique
- Sergueï Youdine (1891-1954), chirurgien russe, médecin militaire lors de la première guerre mondiale
- Hubert Jules César Zuber (1847-1886), médecin militaire français et professeur d'épidémiologie

## Dans la culture

### Dans la peinture
Portrait d'un médecin militaire est un tableau peint par Albert Gleizes en 1914 à Toul. Cette huile sur toile cubiste représente Mayer Simon Lambert, un médecin militaire de la Première Guerre mondiale. 

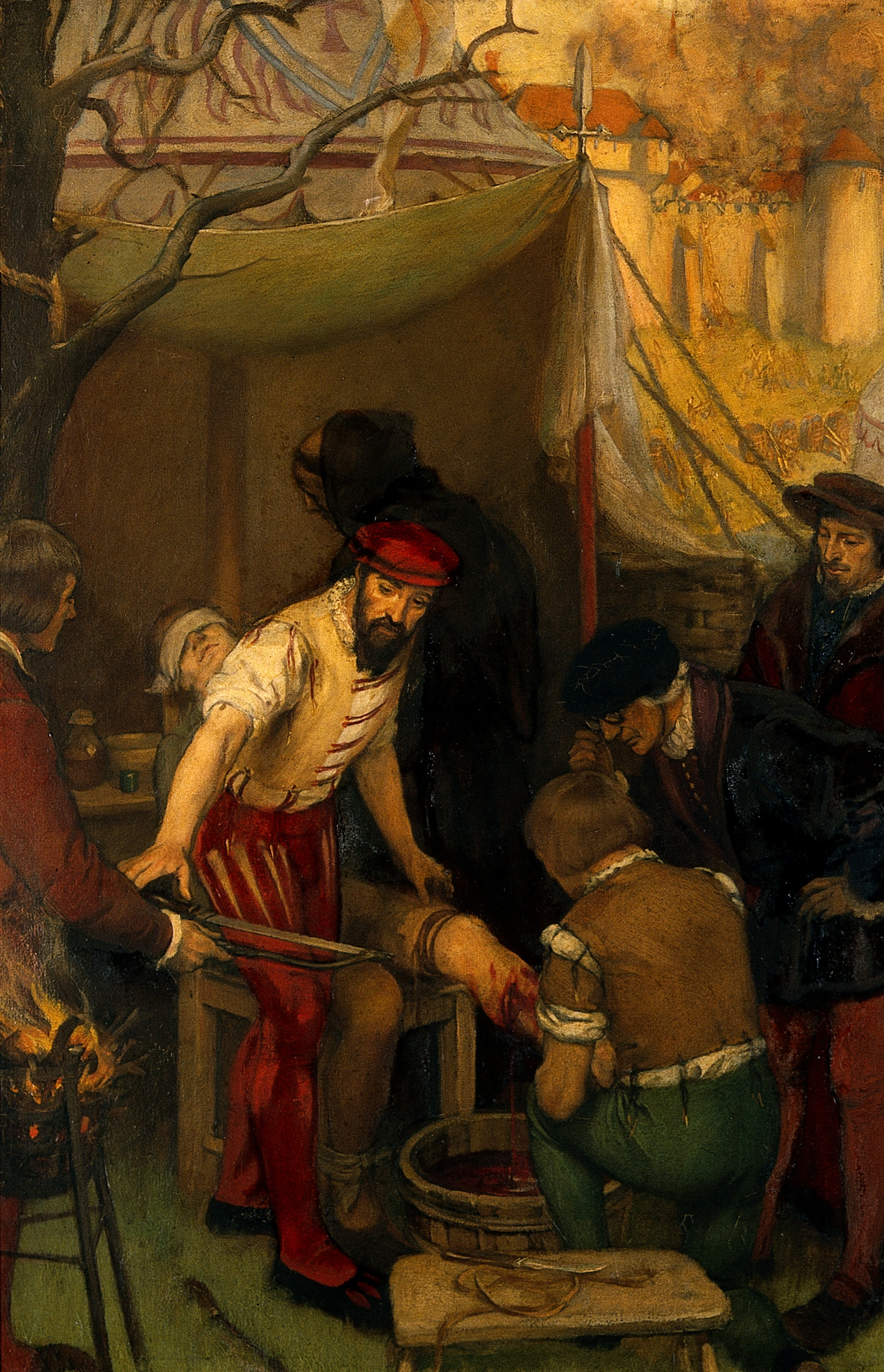
Ambroise Paré utilisant la ligature lors d'une amputation sur le champ de bataille lors du siège de Damvillers, en 1552. Peinture à l'huile de Board.
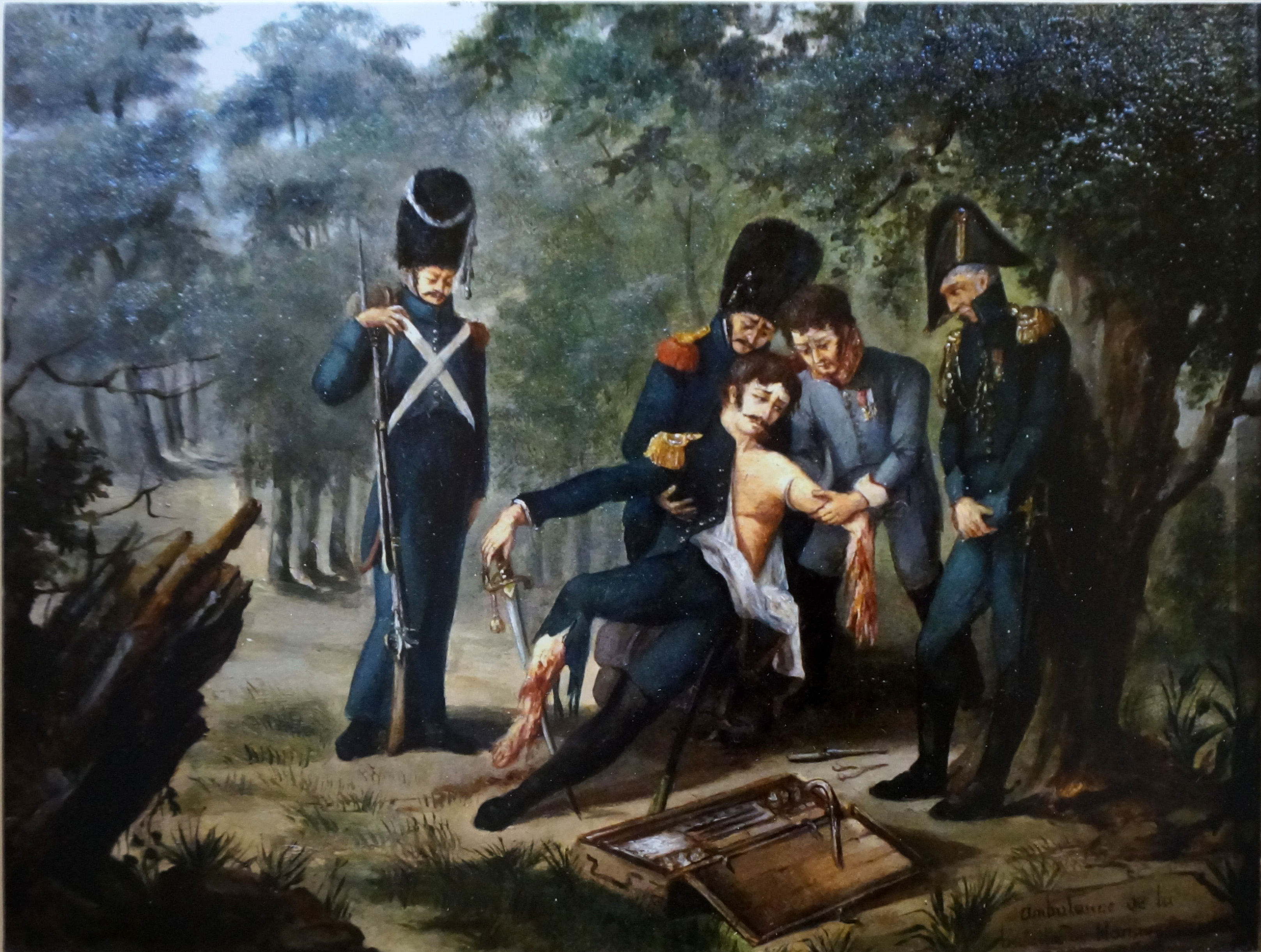
Dominique-Jean Larrey effectuant une amputation de Rebsomen à la bataille de Hanau, les 30 et 31 octobre 1813.
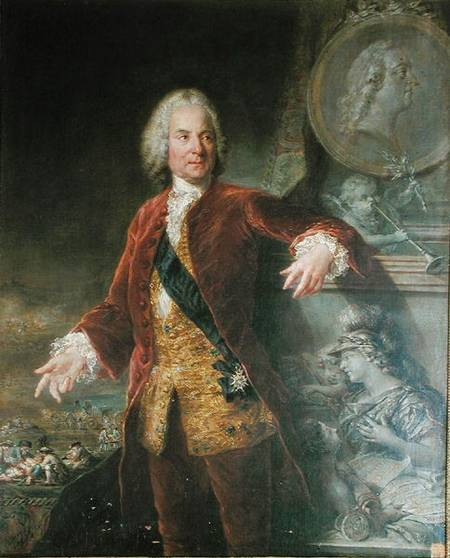
Portrait de Germain Pichault de La Martinière par Latinville.
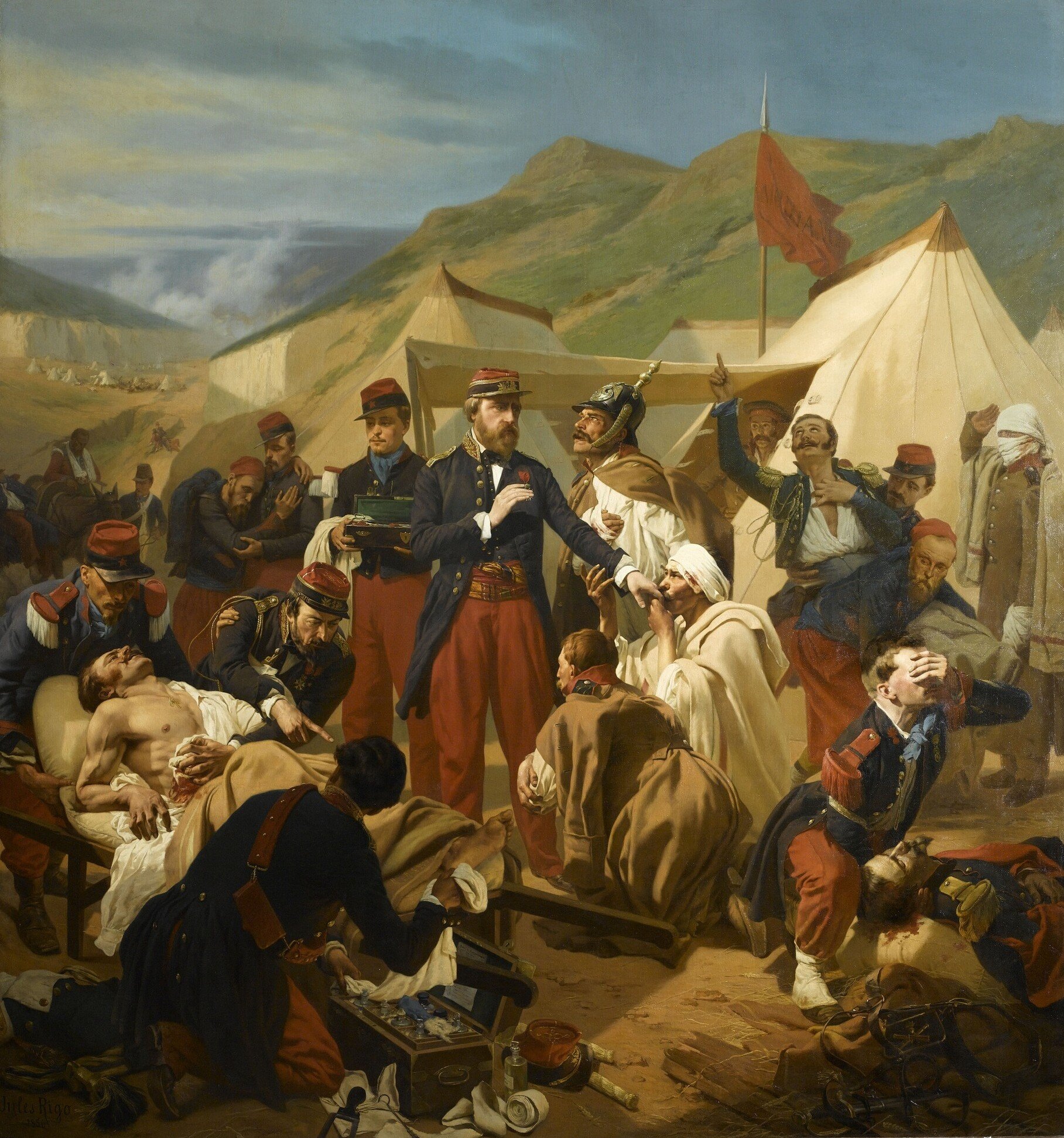
Deux médecins militaires français soignant des blessés de toute origine après la bataille d'Inkerman, le 5 novembre 1854.

### Dans la fiction
- Médecins de combat (Combat Hospital), série télévisée canadienne en treize épisodes de 42 minutes, créée par Jinder Oujla-Chalmers, Daniel Petrie Jr. et Douglas Steinberg, et diffusée en simultanée entre le 21 juin et le 6 septembre 2011 sur le réseau Global au Canada et sur le réseau ABC aux États-Unis.
- MASH, une comédie satirique américaine réalisée par Robert Altman et sortie en 1970.

Personnages de fiction
- Keith Smith, un médecin militaire dans le jeu vidéo Operation WinBack
- John Watson, un ancien médecin militaire dans les romans Sherlock Holmes et dans les œuvres adaptées telles que la série télévisée du même nom

## Documentaire
- Les médecins militaires au temps des colonies, Arté France, 2011, réalisé par François Caillat & Silvia Radelli.